# Chrysso pelyx
Chrysso pelyx är en spindelart som först beskrevs av Levi 1957.  Chrysso pelyx ingår i släktet Chrysso och familjen klotspindlar. Inga underarter finns listade i Catalogue of Life.